# Fiodor Riemiezow
Fiodor Nikiticz Riemiezow, ros. Фёдор Никитич Ремезов (ur. 26 maja?/7 czerwca 1896 w Kaslinie, zm. 6 czerwca 1970 w Leningradzie) – radziecki wojskowy, generał porucznik.

## Życiorys
Urodził się na osiedlu fabrycznym Zakładów Kaslińskich (obecnie część miasto Kaslin) w obwodzie czelabińskim.
W 1918 roku wstąpił do Armii Czerwonej, w 1919 roku ukończył szkołę dowódców piechoty. Brał udział w wojnie domowej, był dowódcą kompanii i batalionu, walczył na froncie wschodnim z oddziałami adm. Kołczaka. Następnie jako dowódca samodzielnego batalionu 33 Dywizji Kubańskiej 9 Armii walczył na froncie południowym przeciwko oddziałom gen. Wrangla oraz uczestniczył w tłumieniu powstania w guberni witebskiej.
W 1921 roku ukończył wyższy kurs taktyczno-strzelecki w szkole dowódców Armii Czerwonej im. Kominternu. Po zakończeniu walk kolejno zajmował stanowiska: pomocnika, a następnie starszego pomocnika szefa wydziału operacyjnego dywizji piechoty, szefa sztabu pułku strzeleckiego. W 1930 roku został szefem wydziału w sztabie Nadwołżańskiego Okręgu Wojskowego, a w kwietniu 1931 roku dowódcą pułku strzeleckiego. W 1932 roku ukończył Wojskową Akademię im. M. Frunzego.
W lipcu 1937 roku został dowódcą 45 Dywizji Strzeleckiej, a w lipcu 1938 roku został dowódcą Żytomierskiej Armijnej Grupy Wojsk. W lipcu 1939 roku został dowódcą Zabajkalskiego Okręgu Wojskowego a w czerwcu 1940 roku dowódcą Orłowskiego Okręgu Wojskowego.
Po ataku Niemiec na ZSRR na terenie okręgu zorganizował i został dowódcą 20 Armii, ale już 5 lipca 1941 roku został dowódcą 13 Armii. Brał udział w walkach w rejonie Mińska, rzeki Berezyna i w rejonie miasta Borysów, potem bronił linii Dniepru oraz brał udział w walkach na kierunku smoleńskim.
W okresie od 4 września do 18 października 1941 roku był dowódcą Północnokaukaskiego Okręgu Wojskowego, w tym czasie została tam zorganizowania 19 Armia oraz kilka dywizji kawalerii. W październiku 1941 roku zorganizowano w okręgu 56 Samodzielną Armię, której został dowódcą. Armia ta broniła linii obronnej w rejonie miasta Rostów nad Donem, a następnie broniła dostępu do Kaukazu wchodząc w skład Frontu Zakaukaskiego oraz uczestnicząc w kontrnatarciu tego frontu.
W styczniu 1942 został dowódcą Południowouralskiego Okręgu Wojskowego, a w kwietniu 1942 dowódcą 45 Armii, którą dowodził do zakończenia wojny. Armia na zajmowała pozycje na granicy ZSRR z Turcją i Iranem oraz osłaniała linie komunikacyjne na terenie Iranu, którymi dostarczano sprzęt do ZSRR w ramach umowy Lend-Lease.
Po zakończeniu wojny oraz rozformowaniu 45 Armii w 1945 roku został kierownikiem katedry w Wojskowej Akademii im. Frunzego, następnie od stycznia 1953 roku zastępcą komendanta Akademii Wojskowej im. Dzierżyńskiego. W 1952 roku ukończył wyższy kurs akademicki w Wyższej Akademii Wojskowej im. Woroszyłowa.
W maju 1953 roku został pomocnikiem dowódcy Moskiewskiego Okręgu Wojskowego.
W 1959 roku przeniesiony do rezerwy. Mieszkał w Leningradzie, gdzie zmarł.

## Awanse
- kombrig (17.02.1938 - rozkaz nr 235/п)
- komkor (09.02.1939 - rozkaz nr 271)
- generał porucznik (4 czerwca 1940)

## Odznaczenia
- Order Lenina (dwukrotnie)
- Order Czerwonego Sztandaru (czterokrotnie)
- Order Czerwonej Gwiazdy
- Medal jubileuszowy „XX lat Robotniczo-Chłopskiej Armii Czerwonej”
- Order Krzyża Grunwaldu II klasy (Polska Ludowa, 24 czerwca 1946)[1]